# 少年中国
《少年中国》月刊，1919年7月15日創刊於北京，为政治学术团体少年中国学会的机关刊物。原为竖排，自第4卷第1期起改为横排，第5期起改在上海印刷发行。与《新青年》、《新潮》等杂志并为五四运动时期传播新思潮、新主义的重要刊物。

## 创办
由少年中国学会北京总会负责编辑、校对、发行，主要负责人为少年中国学会创办人、记者、音乐学家王光祈。学会初创期，人员稀少，王光祈獨撐大局。前7期月刊的编辑出版都是由王光祈一人担任，當时编辑主任李大钊忙于教职，副主任康白情忙于学生运动。

## 宗旨
本科学的精神，为文化运动，以创造少年中国。

## 发行情况
从1919年7月至1924年5月停刊为止，共计有4卷48期，其间从1922年7月至1923年2月曾休刊7个月。每其发行量大约五千册或更多。

## 内容特点
主要是关于政治、经济、社会学、教育学、自然科学、文学与艺术等学术论著与理论文章。兼有许多会员创作之白话诗，以及译自外国语言的诗作、小说及戏剧，还有联系会员间感情与想法的会务消息与会员通讯，内容有
1. 青年修养之文字
2. 讨论学理之文字
3. 批评社会之文字
4. 学会消息

## 内容类型

### 新诗
《少年中国》月刊上发表，以新诗的创作数量最多，参与的作者也是最踴躍，特别是月刊的前3卷几乎每期都有登載。第1卷的8、9期还开辟了2期“诗学研究专号”从理论上对新诗加以评论。当时白话新诗初兴，處实验摸索阶段，水平相对较高的有影响的诗人有康白情、宗白华、朱自清、田汉等。

### 翻译小说
除了诗歌之外，《少年中国》月刊上发表数量最多的算是小说。尤其是翻译的大量的外国优秀小说。这对开阔文学视野、活跃小说创作氛围有着巨大的作用。一开刊，就连载了几期易家钺翻译的《野犬呼声》即现在普遍译为《野性的呼唤》的杰克·伦敦的作品。其中主力译作者有恽震、李劫人、何鲁之等。

### 戏剧散文
田汉集创作、翻译、理论介绍于一身，在《少年中国》上发表的原创剧本有《怀硪磷与蔷薇》，同时收入了《少年中国戏曲集第一集》和《薛亚萝的鬼》。他翻译的剧本，著名的有莎士比亚的《哈孟雷德》和《罗蜜欧与朱丽叶》，其他的还有引起争议的《沙乐美》、《海之勇者》等。田汉翻译的文艺理论方面的文章有《说尼采的“悲剧之发生”》、《新罗曼主义及其他》。此外，田汉还发表过诗集《江户之春》。

## 转折
如果说关于宗教问题的讨论少中学会历史上的出现分歧的开端。那么于1921年7月1日到4日召开的少年中国学会第一届年会「南京大会」，则是少年中国学会历史上彻底的转折点。青年们的命定之路在这次学会之后渐渐露出端倪，昔日的同会益友，慢慢分道扬镳。
《少年中国》月刊的资料显示，南京大会主义之争的最后是方东美发言“黄仲苏、谢循初来信，都主张绝对不定主义。今天大会到会只23人，即大会表决主义，亦不能算是学会大家的意思，主席付表决主张不要主义的6人，主张要主义的17人。这17人中有系主张研究主义的，有系主张最小程度一致的。”于是主义之争便草草告一段落，日后在《少年中国》月刊上继续进行。
南京大会出现的争论，其实早就埋藏在少年中国学会创建之初。关于胡适和李大钊那一场著名的问题与主义之争，虽发生在学会创建之前，但作为两个同时对少中学会有深厚影响的前辈学者“主义与问题”之争事实上从一开始就在青年团体里埋下了引子。

## 停刊
《少年中国》月刊，早于学会的分裂。因为编辑及稿源得不到保证，曾经停刊几个月又艰难出版。断断续续地出满四卷四十八期的时候，就由1924年在南京召开的第四届年会决议月刊正式停刊。维系会员情感和交流的重要渠道从此不复存在。当初多有壮志的同路青年，在社会环境以及时代变革的影响下，为了共同的关于“少年中国”的理想，各奔前程，分道扬镳，甚至在以后的岁月成为你死我活的对手。他们当年的论争对于以后的思想思潮的格局有着深远的影响。对于文学格局的影响，也是不可小视的。

## 产生背景

### 少年中国学会成立
“少年中国学会”于1918年（民國7年）6月30日，由王光祈、曾琦、李大钊、周无、雷宝菁、陈愚生、张尚龄等七人在北京发起。此后，经过长达一年的酝酿与筹备，7月1日正式在北京成立。月刊从它诞生之日起，成为反映时代思潮的汇集与变迁的一面镜子。它的源头少年中国学会内部的历史变迁更是对《少年中国》月刊有着直接的影响。
学会发起数月之后，为加强宣传和联系，筹备骨干们于1919年1月23日在上海吴淞决议出版内部刊物，即3月1日创刊的《会务报告》月刊。作为学会成立的前奏，《会务报告》为接下来的《少年中国》创刊奠定了坚实的基础。
王光祈发起的“工读互助运动”，可以说是“少中”学会对外影响最大最重要的一次社会实践，也是聚集在一起的青年们关于“少年中国”这个梦想的第一次集体实习。其中得出的经验教训让更多的人走得更远。
《少年中国》月刊第一卷第一期的本会通告里这样写道，“本会于七月一日开成立大会……将规约第二条原文‘本学会以振作少年精神。研究真实学术，发展社会事业。转移末世风气为宗旨。’修改为‘本学会宗旨，本科学的精神，为社会的活动。以创造少年中国’。”

### 新文化运动影响
五四时期兴起的新文化运动，使着中国文学的面貌有着翻天覆地的变化。

## 意义与评价

### 新文学格局
作为综合性刊物的《少年中国》月刊，文学艺术类的稿件在月刊所有稿件中占了很大的比例，而且各种文体、各种思潮理论都有涉及。在各种五四时期新的出版物之中，《少年中国》月刊对于新文学有着其独特的贡献。

### 五四时期的先进刊物
梁实秋曾言及少年中国月刊的重要性：“少年中国学会会员散布海外，而少年中国月刊实为其在上海者之联锁。”内容丰富，涉猎文学、政治、经济、社会、哲学、宗教等多种方面实为综合性刊物。编辑和作者多是当时少中学会的会员也有请来的专门领域的学者。月刊的视野开阔，思想先进，是五四时期的先进刊物。它如今也是研究少中学会以及当时的思想文化文学发展的直接而丰富的材料。